# Densità potenziale
La densità potenziale di una particella di fluido alla pressione {\displaystyle P} è la densità che la particella acquisirebbe se fosse portata adiabaticamente a una pressione di riferimento {\displaystyle P_{0}}, che in genere è 1 bar (100 kPa).
Mentre la densità varia al variare della pressione, la densità potenziale di una particella di fluido viene conservata al variare della pressione cui è sottoposta la particella (purché non vi sia mescolamento con altre particelle o avvenga un flusso netto di calore).
Il concetto di densità potenziale è utilizzato in oceanografia e nelle scienze dell'atmosfera.

## Caratteristiche
La densità potenziale è una proprietà importante dal punto di vista dinamico: per la stabilità statica, la densità potenziale deve diminuire nel moto ascendente. Se questo non accade, la particella di fluido spostata in alto si troverebbe ad essere più leggera di quelle vicine e continuerebbe a muoversi verso l'alto; in modo corrispondente, una particella in moto verso il basso sarebbe più pesante delle sue vicine. Questo è vero anche se la densità del fluido decresce salendo verso l'alto.
In condizioni stabili (cioè con la densità potenziale decrescente nel moto ascendente), il moto (orizzontale) lungo le superfici di densità potenziale costante (le isopicnali) è favorito dal punto di vista energetico rispetto al flusso (verticale) che attraversa queste superfici (flusso diapicnale), cosicché il moto all'interno di un flusso geofisico 3-D ha luogo preferenzialmente lungo le superfici 2-D. 
In oceanografia, per denotare la densità potenziale si usa il simbolo {\displaystyle \rho _{\theta }}, mentre la pressione di riferimento {\displaystyle P_{0}} è quella alla superficie dell'oceano. Una anomalia di densità potenziale viene denotata con {\displaystyle \sigma _{\theta }=\rho _{\theta }-1000} kg/m3. Poiché la compressibilità dell'acqua di mare varia con la salinità e la temperatura, la pressione di riferimento prescelta deve essere vicina alla pressione effettiva per fare in modo che la definizione di densità potenziale sia dinamicamente significativa. Le pressioni riferimento sono in genere multipli interi di 100 bar; così per acqua sottoposta a una pressione di circa 400 bar (40 MPa), si sceglie una pressione di riferimento di 400 bar, e il simbolo per l'anomalia della densità potenziale viene indicato con {\displaystyle \sigma _{4}}.
Usando queste pressioni di riferimento si possono definire le superfici di densità potenziale utilizzate nell'analisi dei dati oceanici e per costruire i modelli della circolazione oceanica. Le superfici di densità neutra, definite usando un'altra variabile detta densità neutra ({\displaystyle \gamma ^{n}}), possono essere considerate l'analogo continuo delle superfici di densità potenziale.
La densità potenziale regola due aspetti degli effetti della compressione:
- l'effetto del cambiamento di volume di una particella dovuto alla variazione della pressione (all'aumentare della pressione, il volume diminuisce)
- l'effetto del cambiamento della temperatura della particella collegato alla variazione adiabatica della pressione (all'aumentare della pressione, aumenta la temperatura)

La densità di una particella può essere calcolata attraverso un'equazione di stato:
{\displaystyle \rho =\rho (P,T,S_{1},S_{2},...)}
dove {\displaystyle T} è la temperatura, {\displaystyle P} è la pressione e {\displaystyle S_{n}} sono altri traccianti di flusso che influiscono sulla densità, come la salinità dell'acqua di mare.
  
La densità potenziale viene allora calcolata come:
{\displaystyle \rho _{\theta }=\rho (P_{0},\theta ,S_{1},S_{2},...)}
dove {\displaystyle \theta } è la temperatura potenziale della particella di fluido alla stessa pressione di riferimento {\displaystyle P_{0}}.